# Kristin Armstrong
Kristin Armstrong (født 11. august 1973) er en amerikansk professionel cykelrytter, som cykler for det professionelle cykelhold Cervelo. Hun forveksles ofte med Lance Armstrongs ekskone, hvis navn også er Kristin. Kristin Armstrong og Lance Armstrong er ikke i familie. Hun er tre gange OL-guldvinder (2008 Beijing, 2012 London og 2016 Rio de Janeiro).